# Campagne 2012-2014 de l'équipe d'Écosse de football
Maillots
Actualités
L'équipe d'Écosse de football entame en 2012 la campagne des éliminatoires de la coupe du monde de football 2014 et, intégrée au groupe A, vise une qualification en phase finale, performance qu'elle n'a plus réalisée depuis la coupe du monde 1998.

## Historique de la campagne 2012-2014
Après le tirage au sort du groupe A des éliminatoires de la Coupe du monde de football 2014, la Belgique se pose en favorite, en écho aux propos du sélectionneur Georges Leekens pour qui « c'est un groupe où [la sélection belge] est capable de battre tout le monde, mais l'on peut aussi perdre des points contre tout le monde », disant aussi de l'Écosse que c'est une équipe « capable de jouer au foot ».

### Sélectionneur
| Nom                   | De   | À    |
| --------------------- | ---- | ---- |
| Craig Levein          | 2009 | 2012 |
| Billy Stark (intérim) | 2012 | 2012 |
| Gordon Strachan       | 2012 | -    |

### Évolution du coefficient FIFA
Le tableau ci-dessous présente les coefficients mensuels de l'équipe d'Écosse publiés par la FIFA durant sa campagne d'éliminatoires 2012-2014.
| Année | 2012    | 2012 | 2012  | 2012 | 2012 | 2012 | 2013  | 2013 | 2013 | 2013  | 2013 | 2013 | 2013    | 2013 | 2013  | 2013 | 2013 | 2013 | 2014  | 2014 | 2014 | 2014  | 2014 | 2014 |
| Mois  | juillet | août | sept. | oct. | nov. | déc. | janv. | fév. | mars | avril | mai  | juin | juillet | août | sept. | oct. | nov. | déc. | janv. | fév. | mars | avril | mai  | juin |
| Rang  | 49      | 46   | 47    | 56   | 70   | 72   | 69    | 64   | 66   | 77    | 78   | 74   | 50      | 50   |       |      |      |      |       |      |      |       |      |      |

## Effectif actuel
| N° | Pos | Nom              | Date de naissance | Sélections | Buts | Club                    |
| -- | --- | ---------------- | ----------------- | ---------- | ---- | ----------------------- |
|    | GB  | Matthew Gilks    | 4 juin 1982       | 0          | 0    | Blackpool               |
|    | GB  | David Marshall   | 5 mars 1985       | 5          | 0    | Cardiff City            |
|    | GB  | Allan McGregor   | 31 janvier 1982   | 20         | 0    | Beşiktaş                |
|    |     |                  |                   |            |      |                         |
|    | DF  | Christophe Berra | 31 janvier 1985   | 21         | 2    | Wolverhampton Wanderers |
|    | DF  | Gary Caldwell    | 12 avril 1982     | 49         | 2    | Wigan Athletic          |
|    | DF  | Paul Dixon       | 25 novembre 1985  | 0          | 0    | Huddersfield Town       |
|    | DF  | Grant Hanley     | 20 novembre 1991  | 3          | 0    | Blackburn Rovers        |
|    | DF  | Alan Hutton      | 30 novembre 1984  | 24         | 0    | Aston Villa             |
|    | DF  | Gary MacKenzie   | 15 octobre 1985   | 0          | 0    | Milton Keynes Dons      |
|    | DF  | Charles Mulgrew  | 6 mars 1986       | 3          | 0    | Celtic                  |
|    | DF  | Andy Webster     | 23 avril 1982     | 25         | 1    | Heart of Midlothian     |
|    |     |                  |                   |            |      |                         |
|    | ML  | Charlie Adam     | 10 décembre 1985  | 17         | 0    | Liverpool               |
|    | ML  | Don Cowie        | 15 février 1983   | 10         | 0    | Cardiff City            |
|    | ML  | Graham Dorrans   | 5 mai 1987        | 8          | 0    | West Bromwich Albion    |
|    | ML  | James Forrest    | 7 juillet 1991    | 5          | 0    | Celtic                  |
|    | ML  | James Morrison   | 25 mai 1986       | 21         | 1    | West Bromwich Albion    |
|    | ML  | Matt Phillips    | 13 mars 1991      | 1          | 0    | Blackpool               |
|    | ML  | Robert Snodgrass | 7 septembre 1987  | 6          | 1    | Leeds United            |
|    |     |                  |                   |            |      |                         |
|    | AT  | Jamie Mackie     | 22 septembre 1985 | 5          | 2    | Queens Park Rangers     |
|    | AT  | Shaun Maloney    | 24 janvier 1983   | 21         | 1    | Wigan Athletic          |
|    | AT  | Ross McCormack   | 14 août 1986      | 8          | 2    | Leeds United            |
|    | AT  | Kenny Miller     | 23 décembre 1979  | 60         | 16   | Vancouver Whitecaps     |
|    | AT  | Steven Naismith  | 14 septembre 1986 | 16         | 2    | Everton                 |
|    | AT  | Jordan Rhodes    | 5 février 1990    | 2          | 1    | Blackburn Rovers        |

## Rencontres
| Date              | Stade, ville (pays)                         | Adversaire        | Score | Comp.  | Buteurs écossais                              |
| 15 août 2012      | Easter Road Édimbourg (Écosse)              | Australie         | 3 - 1 | Amical | Rhodes 29e, Davidson 60e (csc), McCormack 73e |
| 8 septembre 2012  | Hampden Park Glasgow (Écosse)               | Serbie            | 0 - 0 | QCM    | 0                                             |
| 11 septembre 2012 | Hampden Park Glasgow (Écosse)               | Macédoine du Nord | 1 - 1 | QCM    | Miller 43e                                    |
| 12 octobre 2012   | Millennium Stadium Cardiff (pays de Galles) | Pays de Galles    | 2 - 1 | QCM    | Morrison 27e                                  |
| 16 octobre 2012   | Stade Roi-Baudouin Bruxelles (Belgique)     | Belgique          | 2 - 0 | QCM    | 0                                             |
| 14 novembre 2012  | Stade Josy Barthel Luxembourg (Luxembourg)  | Luxembourg        | 1 - 2 | Amical | Rhodes 12e 23e                                |
| 6 février 2013    | Pittodrie Stadium Aberdeen (Écosse)         | Estonie           | 1 - 0 | Amical | Mulgrew 39e                                   |
| 22 mars 2013      | Hampden Park Glasgow (Écosse)               | Pays de Galles    | 1 - 2 | QCM    | Hanley 45+2e                                  |
| 26 mars 2013      | Stade Karađorđe Novi Sad (Serbie)           | Serbie            | 2 - 0 | QCM    | 0                                             |
| 7 juin 2013       | Stade Maksimir Zagreb (Croatie)             | Croatie           | 0 - 1 | QCM    | Snodgrass 26e                                 |
| 13 août 2013      | Wembley Stadium Londres (Angleterre)        | Angleterre        | 3 - 2 | Amical | Morrison 11e, Miller 49e                      |
| 6 septembre 2013  | Hampden Park Glasgow (Écosse)               | Belgique          | 0     | QCM    | 0                                             |
| 10 septembre 2013 | stade ? (Macédoine)                         | Macédoine du Nord | 0     | QCM    | 0                                             |
| 15 octobre 2013   | Hampden Park Glasgow (Écosse)               | Croatie           | 0     | QCM    | 0                                             |

### Classement en éliminatoires de la coupe du monde
| Rang | Équipe            | Pts | J | G | N | P | Bp | Bc | Diff |
| ---- | ----------------- | --- | - | - | - | - | -- | -- | ---- |
| 1    | Belgique          | 19  | 7 | 6 | 1 | 0 | 13 | 2  | +11  |
| 2    | Croatie           | 16  | 7 | 5 | 1 | 1 | 10 | 4  | +6   |
| 3    | Serbie            | 7   | 7 | 2 | 1 | 4 | 9  | 9  | 0    |
| 4    | Pays de Galles    | 6   | 6 | 2 | 0 | 4 | 6  | 14 | -8   |
| 5    | Écosse            | 5   | 7 | 1 | 2 | 4 | 4  | 9  | -5   |
| 6    | Macédoine du Nord | 4   | 6 | 1 | 1 | 4 | 3  | 7  | -4   |

### Bilan de la campagne 2012-2014
| Rang | Équipe | Pts | J  | G | N | P | Bp | Bc | Diff |
| ---- | ------ | --- | -- | - | - | - | -- | -- | ---- |
| #    | Écosse | 14  | 11 | 4 | 2 | 5 | 12 | 15 | -3   |

## Résultats détaillés
| Match amical                                         | Écosse                                          | 3 - 1   | Australie     | Easter Road Édimbourg, Écosse                     |                                                   |
| 15 août 2012 · 20h00 GMT · Historique des rencontres | Rhodes 29e · Davidson 60e (csc) · McCormack 76e | (1 - 1) | 18e Bresciano | Spectateurs : 11 110 Arbitrage : Tom Harald Hagen | Spectateurs : 11 110 Arbitrage : Tom Harald Hagen |
| 15 août 2012 · 20h00 GMT · Historique des rencontres | Rapport                                         |         |               | Spectateurs : 11 110 Arbitrage : Tom Harald Hagen | Spectateurs : 11 110 Arbitrage : Tom Harald Hagen |

| Qualifications CDM 2014                                    | Écosse  | 0 - 0   | Serbie | Hampden Park Glasgow, Écosse                    |                                                 |
| 8 septembre 2012 · 15h00 (GMT) · Historique des rencontres |         | (0 - 0) |        | Spectateurs : 47 369 Arbitrage : Jonas Eriksson | Spectateurs : 47 369 Arbitrage : Jonas Eriksson |
| 8 septembre 2012 · 15h00 (GMT) · Historique des rencontres | Rapport |         |        | Spectateurs : 47 369 Arbitrage : Jonas Eriksson | Spectateurs : 47 369 Arbitrage : Jonas Eriksson |

| Qualifications CDM 2014                       | Écosse     | 1 - 1   | Macédoine du Nord | Hampden Park Glasgow, Écosse                    |                                                 |
| 11 septembre 2012 · Historique des rencontres | Miller 43e | (1 - 1) | 10e Noveski       | Spectateurs : 32 430 Arbitrage : Sergei Karasev | Spectateurs : 32 430 Arbitrage : Sergei Karasev |
| 11 septembre 2012 · Historique des rencontres | Rapport    |         |                   | Spectateurs : 32 430 Arbitrage : Sergei Karasev | Spectateurs : 32 430 Arbitrage : Sergei Karasev |

| Qualifications CDM 2014                     | Pays de Galles      | 2 - 1   | Écosse       | Cardiff City Stadium Cardiff, Pays de Galles   |                                                |
| 12 octobre 2012 · Historique des rencontres | Bale 80e (pen.) 87e | (0 - 1) | 27e Morrison | Spectateurs : 23 249 Arbitrage : Florian Meyer | Spectateurs : 23 249 Arbitrage : Florian Meyer |
| 12 octobre 2012 · Historique des rencontres | Rapport             |         |              | Spectateurs : 23 249 Arbitrage : Florian Meyer | Spectateurs : 23 249 Arbitrage : Florian Meyer |

| Qualifications CDM 2014                     | Belgique                          | 2 - 0   | Écosse | Stade Roi-Baudouin Bruxelles, Belgique            |                                                   |
| 16 octobre 2012 · Historique des rencontres | Benteke 69e · Vincent Kompany 71e | (0 - 0) |        | Spectateurs : 44 142 Arbitrage : Tom Harald Hagen | Spectateurs : 44 142 Arbitrage : Tom Harald Hagen |
| 16 octobre 2012 · Historique des rencontres | Rapport                           |         |        | Spectateurs : 44 142 Arbitrage : Tom Harald Hagen | Spectateurs : 44 142 Arbitrage : Tom Harald Hagen |

| Match amical                                 | Luxembourg | 1 - 2 | Écosse         | Stade Josy-Barthel Luxembourg, Luxembourg |                              |
| 14 novembre 2012 · Historique des rencontres | Gerson 47e | (0-2) | 12e 23e Rhodes | Arbitrage : Cyril Zimmermann              | Arbitrage : Cyril Zimmermann |
| 14 novembre 2012 · Historique des rencontres | Rapport    |       |                | Arbitrage : Cyril Zimmermann              | Arbitrage : Cyril Zimmermann |

| Match amical                               | Écosse      | 1 - 0 | Estonie | Pittodrie Stadium Aberdeen, Écosse              |                                                 |
| 6 février 2013 · Historique des rencontres | Mulgrew 39e | (1-0) |         | Spectateurs : 16 102 Arbitrage : Clément Turpin | Spectateurs : 16 102 Arbitrage : Clément Turpin |
| 6 février 2013 · Historique des rencontres | Rapport     |       |         | Spectateurs : 16 102 Arbitrage : Clément Turpin | Spectateurs : 16 102 Arbitrage : Clément Turpin |

| Qualifications CDM 2014                  | Écosse       | 1 - 2 | Pays de Galles                      | Hampden Park Glasgow, Écosse                    |                                                 |
| 22 mars 2013 · Historique des rencontres | Hanley 45+2e | (1-0) | 72e (pen.) Ramsey · 74e Robson-Kanu | Spectateurs : 39 365 Arbitrage : Antony Gautier | Spectateurs : 39 365 Arbitrage : Antony Gautier |
| 22 mars 2013 · Historique des rencontres | Rapport      |       |                                     | Spectateurs : 39 365 Arbitrage : Antony Gautier | Spectateurs : 39 365 Arbitrage : Antony Gautier |

| Qualifications CDM 2014                  | Serbie          | 2 - 0 | Écosse | Stade Karađorđe Novi Sad, Serbie           |                                            |
| 26 mars 2013 · Historique des rencontres | Đuričić 60e 66e | (0-0) |        | Spectateurs : 6 500 Arbitrage : István Vad | Spectateurs : 6 500 Arbitrage : István Vad |
| 26 mars 2013 · Historique des rencontres | Rapport         |       |        | Spectateurs : 6 500 Arbitrage : István Vad | Spectateurs : 6 500 Arbitrage : István Vad |

| Qualifications CDM 2014                 | Croatie | 0 - 1 | Écosse        | Stade Maksimir Zagreb, Croatie                            |                                                           |
| 7 juin 2013 · Historique des rencontres |         | (0-1) | 26e Snodgrass | Spectateurs : 25 016 Arbitrage : David Fernández Borbalán | Spectateurs : 25 016 Arbitrage : David Fernández Borbalán |
| 7 juin 2013 · Historique des rencontres | Rapport |       |               | Spectateurs : 25 016 Arbitrage : David Fernández Borbalán | Spectateurs : 25 016 Arbitrage : David Fernández Borbalán |

| Match amical                             | Angleterre                              | 3 - 2 | Écosse                    | Wembley Stadium Londres, Angleterre          |                                              |
| 13 août 2013 · Historique des rencontres | Walcott 29e · Welbeck 53e · Lambert 70e | (1-1) | 11e Morrison · 49e Miller | Spectateurs : 80 485 Arbitrage : Felix Brych | Spectateurs : 80 485 Arbitrage : Felix Brych |

| Qualifications CDM 2014                      | Écosse | -   | Belgique | Hampden Park Glasgow, Écosse |  |
| 6 septembre 2013 · Historique des rencontres |        | (-) |          |                              |  |

| Qualifications CDM 2014                       | Macédoine | -   | Écosse |  |  |
| 10 septembre 2013 · Historique des rencontres |           | (-) |        |  |  |

| Qualifications CDM 2014                     | Écosse | -   | Croatie | Hampden Park Glasgow, Écosse |  |
| 15 octobre 2013 · Historique des rencontres |        | (-) |         |                              |  |